# Región de las Naciones, Nacionalidades y Pueblos del Sur
La Región de las Naciones, Nacionalidades y Pueblos del Sur (RNNPS, en amárico: የደቡብ ብሔር ብሔረሰቦችና ሕዝቦች ክልል, romanizado: Yädäbub Bḥer Bḥeräsäbočna Hzboč Kllə) fue un estado federado de Etiopía, ubicado en el sudeste del país. Durante la mayor parte de su historia, la región limitó con Kenia por el sur, la región etíope de Gambela por el norte, la región etíope de Oromía por el norte y el este y con Sudán del Sur por el oeste. Su capital fue la ciudad de Awasa. 
La región estaba conformada por 112 woredas o distritos y comprendía cerca de un quinto de la población del país. En su máxima extensión, la RNNPS tuvo una superficie de 112.727 m² y una población en torno a los 15 millones de habitantes.
A diferencia de otras regiones de Etiopía, constituidas en su mayoría por territorios con un grupo étnico predominante o un par de éstos, la RNNPS contenía una extensa variedad de diferentes pueblos. En el último censo, 19 pueblos registraban una población que superaba al 1% de la población de la región; de estos, los principales grupos eran los sidamos (19,4% del total), welayta (10,6%), hadiya (8,0%), gurage (7,5%), gamo (7,0%), kafa y silti (5,4% cada uno).
La RNNPS se desmembró progresivamente, constituyéndose en nuevas regiones para acoger a las principales etnias. En junio de 2020, la Región de Sidama fue escindida de la RNNPS. Awasa, que se encontraba en la nueva región, se mantuvo como sede de la administración de la RNNPS. La Región de los Pueblos del Suroeste se desmembró de la RNNPS en noviembre de 2021. Finalmente, en agosto de 2023, la RNNPS fue abolida, tras ser dividida en dos nuevas regiones: Etiopía Central y Etiopía Meridional.

## Historia
La RNNPS nació en 1992 como parte de las reformas llevadas a cabo por el gobierno de transición establecido tras el fin de la guerra civil etíope y la caída del régimen socialista. Las antiguas provincias fueron reemplazadas por regiones de carácter federal (killi, pl. kililoch), asociadas a los principales grupos étnicos que conforman el país o agrupaciones de dos o tres pueblos principales.
En el zona sudoeste del país, sin embargo, la gran diversidad étnica hizo complejo el establecimiento de las nuevas regiones. Cinco de las regiones creadas originalmente, finalmente, decidieron unificarse en un único killi, que denominaron «Región de las Naciones, Nacionalidades y Pueblos del Sur». Este sistema luego se confirmó con la aprobación de la nueva Constitución etíope, en 1995.
Las regiones que se unificaron en la RNNPS fueron las siguientes:
- Región n.º 7: woredas de Hadiyya, Kembata, Halaba Tembaro, Gurage, Siltie y Yem.
- Región n.º 8: woredas de Sidama, Gedeo, Burji y Amaro.
- Región n.º 9: woredas de North Omo, Konso y Derashe.
- Región n.º 10: woreda de South Omo.
- Región n.º 11: woredas de Keffa, Bench-Majji y Shekka.

La región, sin embargo, tuvo una tensión permanente respecto a la mejor forma de acomodar a las diferentes nacionalidades. A diferencia de otras regiones multiétnicas, donde habían uno o dos grupos principales, la extrema fragmentación de la RNNPS hizo difícil establecer una administración de consenso, lo que llevó incluso a enfrentamientos armados. En 1997, se presentó la primera propuesta para crear una región federal para el pueblo gamo, y al año siguiente, el pueblo sidamo realizó una misma propuesta.
En 2002, fue propuesto que la capital Awasa, de carácter multiétnico, dejara de ser administrada por la Zona Sidama y pasara al gobierno federal. Grupos de manifestantes sidamos que estaban en contra de la propuesta fueron reprimidos por las fuerzas de orden, en lo que se conoció como la «masacre de Looqqe», donde se estiman fallecieron decenas de protestantes y más de mil civiles fueron arrestados.
Tras la asunción de Abiy Ahmed como primer ministro y la reestructuración del gobierno nacional en 2018, la cuestión de la disolución de la RNNPS resurgió, en línea con la política del nuevo gobierno de dar más representación a las diferentes etnias del país y con el derecho de autodeterminación de cada pueblo que otorga la Constitución de 1995 (incluyendo, eventualmente, la secesión).
El 18 de julio de 2018, el Consejo de la Zona Sidama decidió iniciar el proceso para establecerse como región federal. El 20 de noviembre de 2019, un 97,7% de los votantes de la región aprobaron la decisión, que permitió la creación de la Región de Sidama el 18 de junio de 2020. Awasa, que quedó dentro de la nueva región, se mantuvo temporalmente como sede de la administración de la RNNPS.
La salida de Sidama generó debate respecto al futuro de la RNNPS, surgiendo nuevas propuestas para su separación en nuevas regiones, más acordes a la distribución demográfica del estado. Nuevos referendos fueron organizados en los años siguientes. El 30 de septiembre de 2021 se realizó el referendo que aprobó, con un 98,1% de los votos, la creación de la Región de los Pueblos del Suroeste (vigente desde el 23 de noviembre del mismo año). El 6 de febrero de 2023, en tanto, el 95,2% de los votantes elegibles aprobaron la creación de una nueva región, Etiopía Meridional; el resto de la región fue reestructurada como Región de Etiopía Central. El 19 de agosto de 2023, finalmente, desapareció la RNNPS tras el establecimiento de las administraciones de los dos nuevos estados.

## Demografía
La población de la RNNPS era principalmente rural, totalizando cerca del 90% de la población. Las principales ciudades en la región eran 
De acuerdo con el último censo publicado en su totalidad (2007), un total de 84 pueblos eran reconocidos en la región, de los cuales 19 cotaban con una población que superaba el 1% de la población. La población amhara (proveniente de la región central de Etiopía, en torno a la capital Adís Abeba) representaba menos del 3% de la población, pero se concentraba en las principales urbes, donde formaban cerca del 14% de la población total.
| Grupo étnico          | Población total | Población total | Población urbana | Población urbana | Población rural | Población rural |
| --------------------- | --------------- | --------------- | ---------------- | ---------------- | --------------- | --------------- |
| Sidama                | 2.893.947       | 19,4%           | 135.203          | 9,0%             | 2.758.744       | 20,5%           |
| Welayta               | 1.581.650       | 10,6%           | 216.707          | 14,5%            | 1.364.943       | 10,2%           |
| Hadiya                | 1.191.549       | 8,0%            | 118.098          | 7,9%             | 1.073.451       | 8,0%            |
| Gurage                | 1.125.929       | 7,5%            | 136.257          | 9,1%             | 989.672         | 7,4%            |
| Gamo                  | 1.044.589       | 7,0%            | 83.320           | 5,6%             | 961.269         | 7,2%            |
| Kafa                  | 811.430         | 5,4%            | 70.266           | 4,7%             | 741.164         | 5,5%            |
| Silti                 | 801.091         | 5,4%            | 64.260           | 4,3%             | 736.831         | 5,5%            |
| Gedeo                 | 731.872         | 4,9%            | 41.240           | 2,8%             | 690.632         | 5,1%            |
| Kembata               | 570.000         | 3,8%            | 92.508           | 6,2%             | 477.492         | 3,6%            |
| Dawuro                | 489.856         | 3,3%            | 36.646           | 2,5%             | 453.210         | 3,4%            |
| Amhara                | 411.756         | 2,8%            | 207.485          | 13,9%            | 204.271         | 1,5%            |
| Goffa                 | 359.058         | 2,4%            | 33.529           | 2,2%             | 325.529         | 2,4%            |
| Bench                 | 349.581         | 2,3%            | 24.448           | 1,6%             | 325.133         | 2,4%            |
| Aari                  | 283.125         | 1,9%            | 12.582           | 0,8%             | 270.543         | 2,0%            |
| Oromo                 | 232.428         | 1,6%            | 61.555           | 4,1%             | 170.873         | 1,3%            |
| Konso                 | 219.004         | 1,5%            | 7.506            | 0,5%             | 211.498         | 1,6%            |
| Alaba                 | 202.099         | 1,4%            | 9.366            | 0,6%             | 192.733         | 1,4%            |
| Kore                  | 152.551         | 1,0%            | 10.478           | 0,7%             | 142.073         | 1,1%            |
| Me'enite              | 148.593         | 1,0%            | 6.656            | 0,4%             | 141.937         | 1,1%            |
| Otros pueblos etíopes | 1.326.130       | 8,9%            | 126.405          | 8,5%             | 1.199.725       | 8,9%            |
| Extranjeros           | 3.310           | 0,0%            | 1.042            | 0,1%             | 2.268           | 0,0%            |
| Total                 | 14.929.548      | 100%            | 1.495.557        | 100%             | 13.433.991      | 100%            |

## División administrativa
| Zonas           | Población (2007) |
| --------------- | ---------------- |
| Gurage          | 1.279.646        |
| Hadiya          | 1.231.196        |
| Kembata Timbaro | 680.837          |
| Gedeo           | 847.434          |
| Wolyita         | 1.501.112        |
| South Omo       | 573.435          |
| Sheka           | 199.314          |
| Keffa           | 874.716          |
| Gamo Gofa       | 1.593.104        |
| Bench Maji      | 652.531          |
| Dawuro          | 489.577          |
| Silti           | 750.398          |
| Hawassa         | 258.808          |

## Sitios de interés
- Sitio arqueológico de las estelas grabadas de Tiya
- Valle bajo del Omo